# Martin Reiner (Bildhauer)

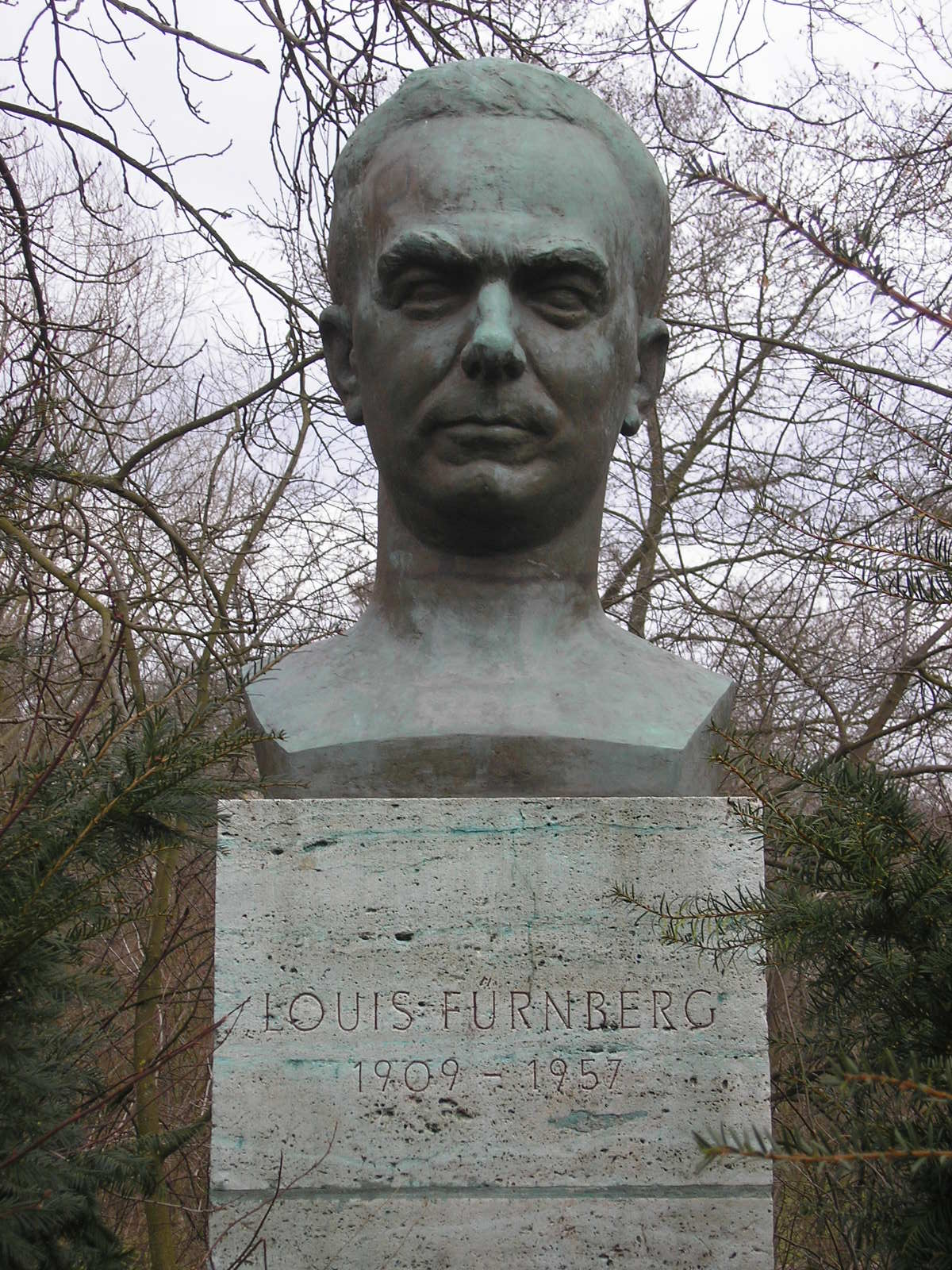
Louis-Fürnberg-Denkmal im Park an der Ilm

Martin Reiner (* 1. Oktober 1900 in Kispest, Königreich Ungarn, Österreich-Ungarn; † 13. April 1973 in Prag, Tschechoslowakei) war ein Prager Architekt und Bildhauer.

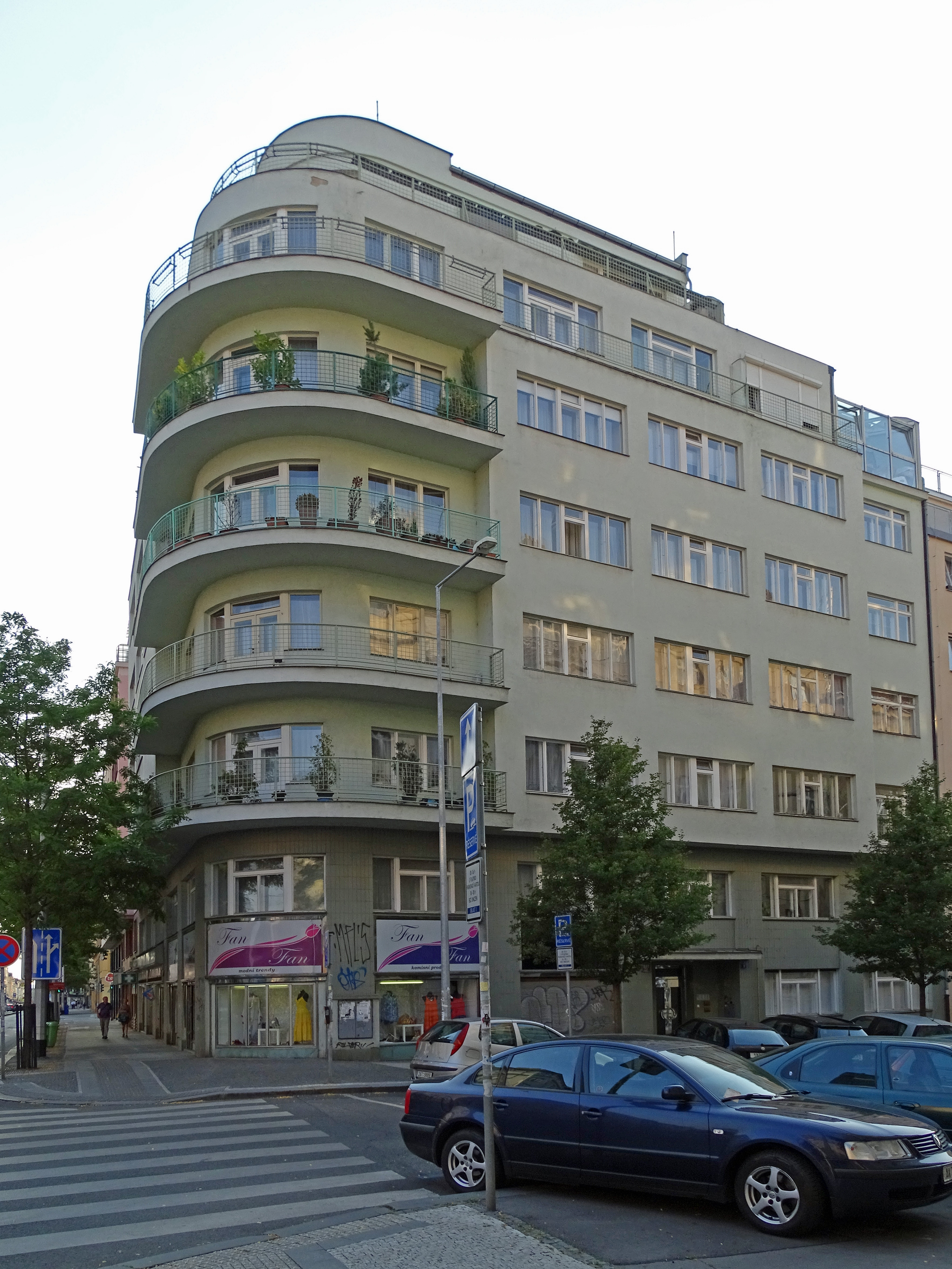
Wohn- und Geschäftshaus in Prag-Žižkov

Ursprünglich hatte er Architektur studiert und betrieb ab Mitte der 1930er Jahre zusammen mit Julius Landsmann ein Architekturbüro in Prag.
Im Jahr 1939 wandte er sich der Bildhauerei zu. In der DDR wurde er bekannt durch das Louis-Fürnberg-Denkmal in Weimar, dessen Kopf er 1961 schuf auf einem Sockel von Franz Dospiel. Meistens arbeitete er jedoch in Stein. Hauptsächlich beschäftigte er sich mit Porträtplastik.

## Bauten
- 1936/37: Mietshaus in Prag-Holešovice, Pplk. Sochora 426/7
- 1936/37: Wohn- und Geschäftshaus in Prag-Žižkov, Sudoměřská 1897/1
- 1938: Wohn- und Geschäftshaus in Prag-Neustadt, Štěpánská 534/4
- 1938: Mietshaus in Prag-Bubeneč, Nad Královskou oborou 101/3
- 1938: Mietshaus in Prag-Holešovice, U letenského sadu 374/5